# Cratoavis
Cratoavis is een geslacht van uitgestorven vogels uit het Vroeg-Krijt van het huidige Brazilië, behorend tot de Enantiornithes.

## Vondst en naamgeving
In de Pedra Branca-mijn, te Nova Olinda in de staat Ceará, werd een skelet gevonden van een nog onbekende vogel.
In mei 2015 werd het fossiel beschreven in het gerenommeerde blad Nature maar nog niet benoemd. In juli 2015 benoemden Ismar de Souza Carvalho, Fernando Emilio Novas, Federico Lisandro Agnolín, Marcelo Pablo Isasi, Francisco Idalécio de Freitas, en José Artur Ferreira Gomes de Andrade, dezelfde auteurs als van het beschrijvende artikel, in een opvolgende publicatie de typesoort Cratoavis cearensis. De geslachtsnaam combineert een verwijzing naar de Cratolagen met een Latijn avis, 'vogel'. De soortaanduiding verwijst naar de herkomst uit Ceará.
Het holotype UFRJ-DG 031 Av is gevonden in een laag van de Cratoafzetting van de Santanaformatie die dateert uit het Aptien. Het betreft een meerafzetting in het Araripebassin, een toenmalig meer met een oppervlakte van 18.000 vierkante kilometer waarvan het hyperzoute en anoxische water karkassen perfect conserveerde, vermoedelijk met behulp van bacteriële matten. Het holotype bestaat uit een vrijwel volledig en grotendeels in verband liggend skelet, bewaard op een plaat en tegenplaat. De schoudergordel, nek en schedel zijn iets verplaatst en daarbij sterk samengedrukt. Uitgebreide resten van een verenkleed zijn bewaard gebleven inclusief een pigmentatie en daarbij resten van huid en spieren. De resten zijn gedeeltelijk vervangen door goethiet. Het ging volgens de oorspronkelijke beschrijving vermoedelijk om een jong dier, zoals kan blijken uit de slechte verbening van de uiteinden van de ledematen en het niet vergroeid zijn van de middenvoetsbeenderen. Later viel op dat de wervelbogen vergroeid zijn met de centra, de epifysen van de ledematen hun uiteindelijke vorm lijken te benaderen, er een beenschort ligt tussen de schaambeenderen en er weinig putjes zijn die zouden wijzen op dikke kraakbeenkappen op de gewrichten. Dat zijn aanwijzingen dat het toch om een (jong)volwassen exemplaar kan gaan. De eerste conclusie dat het een jong betrof, was een belangrijk argument geweest om nog geen taxon te benoemen. Toen ook dat weer in twijfel werd getrokken, besloot men de belangwekkende vondst toch maar een soortnaam te geven. Het fossiel behoort tot de collectie van de Universidade Federal do Rio de Janeiro. Het was in 2015 de meest complete vogel die uit het Onder-Krijt van Gondwana bekend was.

## Beschrijving

### Grootte en onderscheidende kenmerken
Cratoavis is een vrij kleine vogel met een lengte van zo'n vijftien centimeter waarvan de staartveren meer dan de helft uitmaken. De lengte van de snavelpunt tot het uiteinde van de staartwervels bedraagt ongeveer zes centimeter. Daarbij moet echter bedacht worden dat het volwassen dier langer geweest kan zijn.
De beschrijvers wisten enkele onderscheidende kenmerken vast te stellen. Twee daarvan zijn unieke afgeleide eigenschappen, autapomorfieën. De kootjes van de derde teen zijn zeer langgerekt. De staartveren zijn zeer lang, langer dan de rest van het lichaam.
Daarnaast is er een unieke combinatie van op zich niet unieke eigenschappen. Het bovenkaaksbeen draagt tanden. Het ravenbeksbeen heeft een zeer holle binnenrand. De doornuitsteeksels van de ruggenwervels zijn waaiervormig in zijaanzicht en goed ontwikkeld. De doornuitsteeksels van de staartwervels zijn overdwars dik. De kop van het opperarmbeen is afgerond. Het onderbeen is korter dan het dijbeen en even lang als de middenvoet.

### Skelet
De kop is vrij kort met een korte puntige snavel. De achterzijde is bol en hoog met ronde grote oogkassen die wijzen op een jonge leeftijd. In een oogkas zijn de resten aangetroffen van een scleraalring. Het aantal tanden in het driehoekige bovenkaaksbeen is niet meer vast te stellen. Alleen de minuscule tandkassen zijn nog over.
De halswervels zijn langwerpig en missen pneumatische openingen. Hun doornuitsteeksels zijn hoog en rechthoekig. De ruggenwervels hebben pleurocoelen en hoge parapofysen. De middelste ruggenwervels zijn wat korter, een basaal kenmerk binnen de Enantiornithes. Er zijn acht korte 'vrije' staartwervels met daarachter een langer stuk bestaande uit een kegelvormige pygostyle van acht vergroeide wervels, met daarop twee evenwijdige lengterichels. Op de buik lagen buikribben ofwel gastralia.
In de schoudergordel heeft het schouderblad op de onderste voorrand een uitstekende en taps toelopende processus acromialis. Het ravenbeksbeen heeft geen voorste procoracoïde uitsteeksel en ook geen buitenste zijuitsteeksel. Het is smal en langwerpig.
Het opperarmbeen is relatief langwerpig en lichtgebouwd. Het heeft een afgeronde kop. Die heeft geen groeven zoals een fossa bicipitalis of een dwarsgroeve voor het kapsel. Deze simpele bouw weerspiegelt wellicht de jonge leeftijd maar kan ook een basaal kenmerk zijn. De schacht is recht. Het onderste uiteinde is maar matig verbreed. De ellepijp is bijna even lang als het opperarmbeen; bij veel verwanten een stuk korter. Wel typisch euenantiornithisch is de lengtegroeve op het spaakbeen. Het spaakbeen is bovenaan breder dan onderaan. De hand is ongeveer even lang als de onderarm. Polsbeenderen en middenhandsbeenderen zijn bovenaan vergroeid tot een langwerpige en lichtgebouwde carpometacarpus. Typisch euenantiornithisch is weer dat het tweede middenhandsbeen korter is dan het derde. Het eerste kootje van de eerste vinger is relatief kort. Er is één handklauw te zien; mogelijk waren er meerdere per hand.
Het bekken is nogal beschadigd. Wel is nog waarneembaar dat de schaambeenderen aan hun onderste uiteinden een duidelijk samengroeiingsvlak hebben.
Het dijbeen is recht met een schuin naar voren en omhoog stekende kop. De kop toont geen fovea capitis femoris, een uitholling voor de aanhechting van een kapsel. Het onderbeen is ongeveer even lang als het bovenbeen. De middenvoetsbeenderen zijn langwerpig, nauw aangesloten en smal waarbij het langste derde middenvoetsbeen vrijwel dezelfde lengte heeft als het onderbeen. Het onderste uiteinde van het eerste middenvoetsbeen is naar achteren gebogen, een typisch kenmerk van de Enantiornithes. Dat geldt ook voor de sterke afplatting overdwars van het onderste uiteinde van het vierde middenvoetsbeen. Bij het tweede middenvoetsbeen is de uitholling tussen de gewrichtsknobbels niet naar binnen gericht. Het derde middenvoetsbeen heeft een plat voorvlak. De derde teen is erg smal en langwerpig, langer dan het derde middenvoetsbeen, een kenmerk dat gedeeld wordt met de Bohaiornithidae — een groep waartoe Cratoavis dus niet geacht wordt te behoren. Het eerste kootje van de eerste teen is langwerpig en zwaargebouwd, het meest robuuste element in de voet. Het eerste en tweede kootje van de vierde teen zijn relatief lang en samen langer dan het eerste kootje van de derde teen. De voetklauwen zijn lang en weinig gekromd, opnieuw een bohaiornithide kenmerk. Een uitzondering is de, opponeerbare, klauw van de eerste teen die juist sterk gekromd is, typisch voor de Enantiornithes.

### Verenkleed
Bij het holotype is een uitgebreide bevedering zichtbaar. Aan de onderarm omvat die tien slagpennen, de remiges secundarii. Bij de linkerduim is te zien dat er een alula aan vastzit in de vorm van enkele asymmetrische veren. Rond kop, vleugels en romp liggen kleine contourveertjes met een bruinig pigment. Vermoedelijk zijn rond de kop ook nog huidresten aanwezig, in de vorm van kleine gespikkelde fragmenten. Bij het dijbeen zijn vermoedelijk spiervezels waarneembaar.
Het meest opvallend zijn de twee staartveren of staartpennen, die 30% langer zijn dan de rest van het lichaam. Enantiornithes hadden geen staartwaaier zoals moderne vogels. Bij enkele fossielen is te zien dat ze gepaarde staartveren bezaten. Vaak wordt aangenomen dat die nauwelijks een aerodynamische functie hadden omdat ze daarvoor te dun en te slap waren. Ze zouden voornamelijk gediend hebben om mee te pronken. Daarbij is het onduidelijk wat precies hun structuur was. Het holotype van Cratoavis, een jong dier met zeer lange veren aan de staart die ook nog eens uitstekend bewaard zijn gebleven, kon hierover nieuwe inzichten verschaffen.
De veren zijn qua relatieve lengte nog geen record. Het dijbeen heeft 16 procent van de lengte van de staartveren; bij Dapingfangornis ligt de verhouding op 15 procent; bij Paraprotopteryx op 17 procent. De staartpennen zijn kaarsrecht, alsof ze een grote stijfheid bezitten. Ze lopen vrijwel evenwijdig. Bij het fossiel is er een nauwe tussenruimte zichtbaar die naar het uiteinde versmalt. De staartpennen zijn vrij dicht bij het uiteinde het breedst en vernauwen zich dan in een tongvormige punt. De staartveren zijn bevestigd aan de derde wervel van de pygostyle, van voren af gerekend. De beschrijvers namen aan dat het gedeelte dat contact maakt met de pygostyle de calamus was, de veerspoel, en de rest van de veer de rachis, de schacht die dan een zeer afgeplatte en verbrede toestand zou hebben. De rachis toont aan de basis een rij van vijf korrelige vlekken die de pigmentatie van de originele kleurtekening zou kunnen vertegenwoordigen. Ze lopen namelijk gepaard en symmetrisch in de lengterichting over beide veren. Een nauwe groeve loopt door de rachis, van de basis tot aan het uiteinde, de vlekken doorsnijdend. In dwarsdoorsnede is de rachis middenin bol maar de groeve vormt daarin een verlaging. Naar het uiteinde toe wordt de rachis platter. De veer is asymmetrisch met even grote vlaggen aan beide zijden. Pas in het laatste zevende deel van de vaan zijn baarden zichtbaar; het kan zijn dat de rachis daaronder een continu 'lint' vormde. De baarden worden langer naar het uiteinde van de veer toe. Iedere baard op zich is verticaal dik met een ronde bovenkant. De baarden houden een constante hoogte en breedte voor het grootste deel van hun lengte. Kleine haakvormige baardjes die de baarden weer verbinden, zijn helemaal niet waarneembaar.
De bovenstaande interpretatie volgt die welke Robert Prum van zulke veren gegeven heeft. Verschillende Chinese onderzoekers echter meenden dat de groeve aan de schacht gelijkstaat en de zijvanen ongedifferentieerde baarden zijn en alleen het uiteinde een verbrede rachis is. Ook is wel gedacht dat de vermeende schacht in feit een lange spoel was waarbij de groeve de holte daarvan voorstelde. Volgens de beschrijvers van Cratoavis toont het holotype daarvan duidelijk aan dat Prum gelijk had. In dat geval is de veer heel anders van structuur dan bij moderne vogels. De rachis vormt geen in dwarsdoorsnede rechthoekige schacht met alleen een groeve aan de onderkant maar een in doorsnee elliptisch blad met groeven bovenop en onderop. Ondanks deze robuuste structuur sloten de beschrijvers zich aan bij eerdere opvattingen dat de staartveren geen aerodynamische functie hadden. Uit het feit dat bij moderne vogels lange staartpennen gespreid kunnen worden, altijd ondersteund worden door een waaier van kortere pennen en dun en nutteloos worden voor zover ze voorbij die waaier uitsteken, concludeerden ze dat de staartveren van Enantiornithes ook geen functie in de vlucht hadden omdat ze zeer stijf waren, geen ondersteunende waaier hadden, bijna tot aan het einde dik blijven en niet gespreid konden worden.
De beschrijvers zagen de staartpennen dus primair als pronkveren. Ze wezen erop hoe vreemd het in dat verband is dat reeds een zeer jong dier die pronkorganen vol heeft ontwikkeld. Ze zagen dat als een aanwijzing dat het rijpingsproces bij de Enantiornithes geheel anders moet hebben verlopen. De interpretatie als pronkorganen werd ondersteund door de rij stippels en daarnaast door een halvemaanvormige bandering.

## Fylogenie
Cratoavis is basaal in de Euenantiornithes geplaatst. De precieze verwantschappen zijn onzeker, hoewel gewezen werd op overeenkomsten met Iberomesornis, en vooral met Pengornis, Eopengornis, en Eoenantiornis. Hij lijkt niet te behoren tot de Longipterygidae.
Cratoavis deelt verschillende synapomorfieën met de Enentiornithes. De pygostyle is vooraan gevorkt en achteraan nauw met onderaan zijuitsteeksels. De buitenzijde van het ravenbeksbeen is bol. Het scapulocarocoïde toont de befaamde penverbinding met een bult op het ravenbeksbeen en een put in het schouderblad. Het onderste uiteinde van het derde middenhandsbeen is breder dan dat van het tweede. De onderste tarsalia zijn versmolten maar de middenvoetsbeenderen niet. Het eerste middenhandsbeen heeft naar achter gekromde, J-vormige, onderste gewrichtsknobbels. Deze laatste knobbels zijn langs hun bovenranden verbonden.
Cratoavis deelt ook synapomorfieën met de Euenantiornithes. De parapofysen, onderste ribkopfacetten, liggen op het midden van de borstwervels. Het opperarmbeen heeft een opvallende crists bicipitalis. Het spaakbeen heeft een lengterichel op de achterkant. De trochanter posterior van het dijbeen is zeer groot. Het vierde middenvoetsbeen is aanzienlijk dunner dan het tweede en derde.